# Bitwa pod Molino del Rey
Bitwa pod Molino del Rey – starcie zbrojne, które miało miejsce 8 września 1847 r. w trakcie wojny amerykańsko-meksykańskiej (1846–1848).
Po zdobyciu Churubusco, kolejnym celem Amerykanów stała się umocniona wieś Molino del Rey, której broniło 18 000 żołnierzy meksykańskich. Dnia 8 września Amerykanie przeprowadzili pierwszy szturm na wioskę, posyłając do boju 3447 ludzi i 28 dział. Atak został odparty celnym ogniem dział meksykańskich, podobnie zresztą jak i kontrnatarcie brygady meksykańskiej. Wykorzystując odwrót przeciwnika, Amerykanom udało się zdobyć działa i ostrzelać jazdę generała Alvareza, zabijając 44 żołnierzy. Po tym sukcesie Amerykanie uderzyli na silnie broniony bastion Casa Mata broniony przez żołnierzy generała Francisco Péreza. Meksykanie bronili się dzielnie, aż do momentu wyczerpania się amunicji. W tej sytuacji Perez podjął decyzję o opuszczeniu wioski. Wycofujących się Meksykanów ostrzelała amerykańska artyleria, rozpraszając siły Pereza. Straty meksykańskie wyniosły około 2 000 zabitych, rannych i jeńców. Amerykanie utracili ponad 700 żołnierzy. 